# Salix orestera
Salix orestera — вид квіткових рослин із родини вербових (Salicaceae).

## Морфологічна характеристика
Це рослина 0.5–2 метри заввишки. Гілки темно-червоно-бурі чи жовто-бурі, не сильно сизуваті, голі; гілочки жовто-коричневі чи червоно-коричневі, (не чи слабко сизі), волосисті чи запушені. Листки на ніжках 4–9 мм; найбільша листкова пластина вузько видовжена, вузько еліптична чи зворотно ланцетна, 35–95 × 7.5–20 мм; краї плоскі чи злегка закручені, цільні; верхівка гостра, загострена чи опукла; абаксіальна (низ) поверхня сірувата (іноді закрита волосками), рідко чи помірно довго- чи коротко запушена, волоски (білі, іноді також залозисті), прямі чи хвилясті; адаксіальна поверхня тьмяна чи злегка блискуча, рідко чи помірно запушена чи довго-коротко-шовковиста (волоски білі, іноді також залозисті); молода пластинка густо-довго шовковиста абаксіально, волоски білі, іноді також залозисті. Сережки квітнуть коли з'являється листя: тичинкові 15.5–34 × 7–14 мм, маточкові 20–55 (до 65 у плодах) × 11–13 мм. Коробочка 5–10 мм. Цвітіння: кінець травня — кінець серпня.

## Середовище проживання
США (Каліфорнія, Невада, Орегон). Населяє субальпійські луки, схили, озера, струмки, гранітні субстрати; 2100–4000 метрів.